# William Lloyd Garrison
Pour les articles homonymes, voir Garrison.
Ne doit pas être confondu avec William Garrison.
William Lloyd Garrison (12 décembre 1805 à Newburyport, dans le Massachusetts – 24 mai 1879 à New York) est un abolitionniste et directeur de publication américain qui a consacré sa vie à lutter contre l'esclavagisme et les discriminations fondées sur la race, en prônant une réforme morale et apolitique pour l'émancipation immédiate de tous les esclaves, qu'il voyait comme une nécessité absolue découlant de la doctrine chrétienne de « non-résistance », liée à la reconnaissance des droits égaux pour les femmes, et seule compatible avec la Règle d'or, le droit naturel et les idéaux républicains.
Il a été un instigateur de l'American Anti-Slavery Society et un meneur zélé de la lutte pour l'abolition de l'esclavage et la reconnaissance des droits des Noirs en Amérique, en dédiant à cette cause le journal le Liberator qu'il a fondé et publié à Boston de 1831 à 1865, et en créant diverses organisations militantes dont l'American Anti-Slavery Society / Société anti-esclavagiste américaine. Avec l'ardeur intellectuelle et la hardiesse que Garrison a insufflée dans ces organisations, opérées dans le respect scrupuleux de la liberté de conscience et de la presse, l'esclavage est devenu la question centrale de toute une génération, et la démonstration a été faite que « la persuasion morale est une méthode viable de changement social ».
Garrison a été « méprisé mais écouté » avant la Guerre de Sécession, et « honoré mais ignoré » durant la période de Reconstruction qui s'est ensuivie. Sa lutte contre l'esclavage a été victorieuse, mais son désir de voir disparaitre la ségrégation raciale ne s'est jamais réalisé. Son œuvre d'éducateur moral de l'opinion publique américaine, et de polémiste, est la clé de voute du grand mouvement historique qui a permis d'établir le « pont » entre la Déclaration d'Indépendance et la Constitution des États-Unis, en ce qui concerne la citoyenneté et les droits civiques; mais les versions superficielles de l'histoire, qui sont romantiques et patriotiques, n'en retiennent généralement que l'aboutissement, soit le décret du XIIIe amendement par Abraham Lincoln en 1865.
L’œuvre de Garrison est rapidement tombée dans l'oubli, même si de son vivant Abraham Lincoln, Victor Hugo et John Stuart Mill en ont fait l'éloge, Henry David Thoreau s'en est inspiré, et que, par la suite, Léon Tolstoï la situait en lien direct avec sa philosophie chrétienne, qu'elle donnait une impulsion à certains des premiers mouvements pour les droits des femmes, et que Martin Luther King en a été non seulement le continuateur mais en fait l'imitateur, en joignant l'agitation politique à la « vision » d'un idéal moral.

## Biographie

### Parents et enfance (1805-1818)
Tous les grands-parents de William Lloyd Garrison ont vécu dans des communautés agricoles isolées, pratiquement autonomes, dans la province britannique du Nouveau-Brunswick.
L'arrière-grand-père « Lloyd » de Garrison, John Lawless, a reçu des terres de la couronne britannique pour avoir combattu avec le Général Wolfe dans la Bataille des Plaines d'Abraham à Québec en 1759 et, lors de la traversée avec sa femme Caroline en 1770, leur fille Mary (Lawless) a connu le gallois Andrew Lloyd, apprenti sur le navire Owen ; de l'union de ces derniers est née en 1776 Frances Maria Lloyd, la mère de Garrison, à Campobello Island dans la Baie de Passamaquoddy.
Le grand-père « Garrison », Joseph Garrison, est probablement un descendant d'immigrant qui a fui la persécution des huguenots en France, tandis que sa femme, Mary Palmer, était venue dans la région fertile de Jemseg (Nouveau-Brunswick) (en) avec une centaine d'autres familles originaires de Newbury dans le Massachusetts; leur fils Abijah (Garrison) était un marin qui naviguaient sous les drapeaux britanniques et américains dans les années 1890, lorsqu'il a connu Frances Maria Lloyd.
La mère et la grand-mère Palmer de William Lloyd Garrison étaient des dissidentes religieuses par rapport à leurs parents respectivement anglicans et de l'église congrégationnaliste; elles avaient adopté la foi baptiste évangélique de prédicateurs itinérants, Henry Alline (1748-1784) et d'autres après lui, qui prêchaient la renaissance dans la communauté aimante du Christ.
Après avoir eu James (1801) et Caroline (1803) à St-John (New Brunswick), Abijah [Garrison] et Frances Maria [Lloyd] se sont installés en 1805, pour fuir la crise économique qui sévissait dans les provinces maritimes, à  Newburyport dans le Massachusetts, troisième ville de l'état, avec 5 000 habitants et une importante activité maritime; William y est né le 12 décembre 1805, puis Maria Elyzabeth en 1808, - année du décès de leur sœur Caroline. Mais Newburyport connu un grand déclin économique à cause de l'embargo de 1807, Abijah se retrouva sans emploi, devint intempérant et abandonna sa famille en 1808; « On ne sait pas s'il est mort sur terre ou en mer ».
Frances Maria Lloyd, une « femme de caractère, pieuse et charmante » éleva seule ses trois enfants, tout en devenant "infirmière" - probablement puéricultrice privée.
Elle décéda à l'âge de 45 ans, en septembre 1823.
Pendant de longues périodes, William Lloyd était séparé de sa mère, qui vivait dans une autre ville pour travailler, alors qu'elle l'avait confié aux soins d'une tante ou d'amis baptistes, à Newburyport ou à Lynn, avec plusieurs déménagements et retours. Lui et sa mère s'écrivaient régulièrement. Il fréquenta seulement quelque temps l'école de Newburyport. Il fut apprenti chez un fabricant de chaussures, employé chez un scieur de bois, et passa l'année 1815 avec sa mère à Baltimore, où il était garçon de course.

### L'Adolescent apprenti-imprimeur et le jeune auteur (1818-1824)

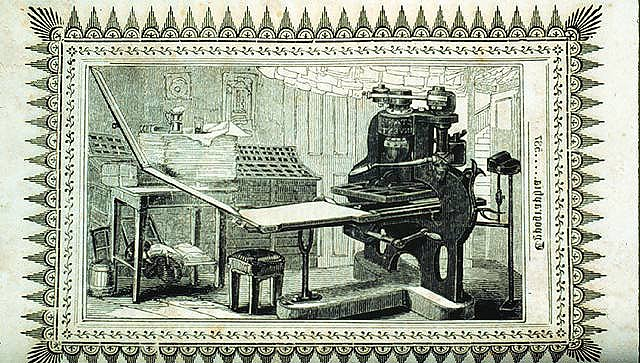
Imprimerie artisanale (1824) semblable à celles où Garrison a exercé son art : Presse en fer Stanhope et matériel de composition, avec feuilles suspendues pour sécher.

En 1818, Garisson a été placé comme apprenti chez Éphraïm W. Allen, éditeur du Newburyport Herald (en), pour y apprendre l’art de l’imprimerie. Féru de littérature et de poésie, Garrison soumet à Allen de manière anonyme, et notamment sous le nom de "Un vieux célibataire", quelques fantaisies littéraires au ton humoristique qui sont publiées. (Il aurait fait de même à la Salem Gazette (en),).
Il passe par la suite des travaux pénibles, par exemple dans les odeurs d'urine pour préparer le papier, à la composition, qui sollicite ses talents naturels de dextérité et mémoire. L'imprimerie fournit un petit revenu à Allen, qui assume la pension et l'entretien du jeune, en lui communicant sa foi en la liberté de la presse. Garrison resta avec Allen six ans, après quoi son contrat prend fin.

### Premières expériences comme éditeur (1826-1829)
De mars à décembre 1826, Garrison est éditeur du Free Press, qui était le renouvellement de l'Essex Courant de son ami Isaac Knapp (en). Mais Newburyport était un endroit « sans dynamisme, » et l'entreprise échoua. Après avoir été ouvrier à Boston, il y travailla en 1827 au National Philanthropist, le premier journal jamais fondé pour promouvoir l’abstinence de la consommation d'alcool. Mais avant la fin de l'année un changement de propriétaire mena à son retrait. En 1828 il se fait engager par le Parti (Républicain?) pour établir à Bennington (Vermont) un Journal (Journal of the Times), qui soutiendrait la réélection de John Quincy Adams à la présidence des États-Unis. Ayant obtenu "carte blanche" pour ses éditoriaux, Garrison traite de pacifisme, de tempérance, et d'abolitionnisme. Après un contrat de six mois, il retourna à Boston, où il travaillait dans des imprimeries, comme ouvrier remplaçant ou supplémentaire.

### Discours à l'Église de la rue Park (Boston) sur l'égalité des races

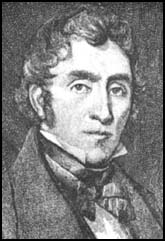
Benjamin Lundy (1789-1839)

Seule une poignée de Quakers militaient contre l'esclavage, dont Elliott Cresson et Benjamin Lundy; ce dernier était un réformateur itinérant qui avait fait le tour des États-Unis en amenant plusieurs propriétaires à libérer volontairement leurs esclaves, qu'il accompagnait alors parfois personnellement à Haïti. Lundy transmit à Garrison le feu sacré de l'abolitionnisme, en lui témoignant que les outrages et persécutions exigeaient patience et persévérance.
Garrison perdit tout intérêt pour le débat entre fédéralistes et "républicains" (anti-fédéralistes)). Le 4 juillet 1829, il présente à l'Église de la rue Park (Boston), dans un style iconoclaste et enflammé, très direct et aux accents provocateurs (« Le 4 juillet est un jour d'intoxication et d'hypocrisie », commença-t-il, pour finir en paraphrasant Thomas Jefferson) un plaidoyer remarquable pour l'égalité des races ; en fait, l'affirmation la plus complète de ce principe entre la Déclaration d'indépendance de 1776 et le discours de Lincoln à Gettysburg en 1865. Les centaines de spectateurs de la "bonne société" de Boston sont restés, malgré quelques sursauts, dans leur apathie, en ce jour traditionnellement consacré aux activités missionnaires de l'American Colonization Society, qui soutenait officiellement l'idée d'une émancipation graduelle des esclaves. Mais les contacts politiques qui étaient proches de cette organisation, et avaient invité l'ancien éditeur de Bennington à tenir un discours, ignoraient qu'ils s'était radicalisé sur le sujet ; et ils ont été alarmés par l'ampleur de son argumentation, sans même qu'il renie leur credo officiel.

### L'exigence morale de l'émancipationimmédiatedes esclaves
Pour Garrison et Lundy, - et collaborateurs - l'émancipation graduelle visait essentiellement à répondre à un besoin humanitaire, de manière temporaire, mais pour la Société de colonisation il s'agissait d'une solution permanente. Or Garrison en est venu à considérer cette approche comme une forme soporifique de « philanthropie » ; et ce faisant, il donnait à l'idée une couleur nouvelle. Ainsi, lorsque Lundy sollicita l'assistance de Garrison pour le journal qu'il éditait à Baltimore, le Genius of Universal Emancipation, les questions d'émancipation graduelle ou immédiate n'empêchaient pas les deux hommes de travailler ensemble parce que chacun apposait ses initiales sur ses articles. Ainsi, dans le Genius de septembre 1829, Garrisonn rejette la doctrine de l'abolition graduelle comme étant « pernicieuse », et il s'excuse d'avoir eu un sentiment aussi « timide et injuste ». Le ton ferme et audacieux du Genius produisait une l'agitation dans une partie de l'opinion publique.
Le caractère « immédiat » de l'abolition revendiquée par Garrison est typique de son raisonnement et de toute son œuvre, dont « l'idée dominante » est la suivante :
« Si l’esclavage est un péché, le devoir du propriétaire d’esclave de remettre sa victime en liberté est urgent et immédiat, et non pas lointain ; et le devoir de son complice est semblable. Si l’accomplissement du christianisme est la paix sur la terre et la bonne volonté envers les hommes, les chrétiens n’ont aucune excuse pour prolonger d’une seule heure le règne de la violence ».
L'urgence exprimée par le terme « abolition immédiate » est donc liée au caractère absolu de l'exigence morale. En fait, Garrison suivait le « raisonnement » des premiers chrétiens, qui voyaient la prophétie d'Ésaïe « réalisée dans la loi évangélique de paix et d’amour ». C'est ainsi qu'au moment même où il définit sa position fondamentale par rapport à l'esclavage, il se déclare pour la doctrine de non-résistance chrétienne (Genius, 16 septembre 1829): « Je ne suis pas ouvertement quaker ; mais en pratique j’adopte entièrement, de tout cœur, la doctrine de non-résistance, et je suis consciencieusement opposé à toute manifestation militaire. Je déclara maintenant solennellement que je n’obéirai jamais à aucun ordre de porter les armes, et que je supporterai plutôt allègrement l’emprisonnement et la persécution. Quel est le but des appels de troupes ? De faire des hommes d’habiles meurtriers. Je ne peux pas consentir à devenir un élève de cette école sanguinaire ».
Le concept d'abolition immédiate était fondamentalement différent, non seulement des approches gradualistes, mais de ce que David Walker avait prôné dans son pamphlet Walker's Appeal, et qui avait provoqué l'émoi du pays à l'hiver 1829-1830, soit l'insurrection; « une publication des plus imprudentes, » selon Garrison. Car pour sa part, il avait plutôt repris l'argument du seul auteur qu'il connaissait à avoir jamais réclamé l'abolition immédiate des esclaves avant lui (Elizabeth Heyrick n'a été connue de lui que plus tard), James Duncan, dans son livre A Treatise on Slavery publié en 1824:
« l’esclavage... est néfaste pour les maîtres comme pour les esclaves ».

### Procès pour un article duGenius of Universal Emancipation
Garrison avait introduit dans le Genius une rubrique intitulée « Black List », arborant la devise « Ne suis-je pas un homme et un frère ? », qui rapportait les barbaries de l’esclavage : « tortures, cas de kidnappings, etc. » ; le 30 novembre 1829, il y dénonça comme un acte de « piraterie domestique » un transport d'esclaves effectué de Baltimore à la Louisiane par un résident de Newburyport propriétaire du navire Francis, Francis Todd, en se déclarant déterminé à « couvrir d’une épaisse infamie tous ceux qui étaient impliqués dans cet abominable business ». (En fait, quoique 12 000 à 15 000 personnes étaient enlevées chaque année en Afrique, c'est le trafic étranger d'esclaves qui était considéré comme un acte de « piraterie, » les esclavagistes eux-mêmes ayant appuyé la prohibition étrangère en y voyant une occasion de tirer profit de leur centaine de milliers d'esclaves dans le trafic domestique.) Todd accusa Garrison pour diffamation à la cour municipale de Baltimore, qui était le lieu d'une intense traite négrière domestique.
L'agent de Todd témoigna que le capitaine Brown était « humain », et le procureur qualifia de « fanatique » Garrison, qui fut condamné en mai 1830 à payer 100 dollars, incluant les frais, pour « diffamation grave et délictuelle ». Incapable de satisfaire cette sentence, Garrison fut incarcéré, le cœur léger. Il conservait une certaine liberté, recevait des visiteurs et écrivit, entre autres à Francis Todd (« j'ai honte de votre conduite..»), des sonnets, et un pamphlet relatant les conditions de son procès et de sa détention. Garrison reçut de nombreuses lettres d'appuis et des témoignages en sa faveur dans les journaux.
Il fut libéré après 49 jours, à la suite du paiement de l'amende par le philanthrope new-yorkais Arthur Tappan. (John Greenleaf Whittier avait sollicité Henry Clay avec succès dans ce but, mais leur intervention devint dès lors inutile). Cet évènement mit fin à la collaboration de Garrison avec Lundy, qui restèrent en bons termes, même si le Genius avait admit des articles qu'il « n'approuvait pas complètement ». Après l'interruption de la publication pendant plusieurs semaines, Lundy était contraint d'en faire une journal mensuel plutôt qu'hebdomadaire, et d'en réduire le format, pour surmonter ses difficultés sans devenir objet de patronage.
Garrison voulait publier un autre journal, et il envisagea de l'installer à Washington, en territoire esclavagiste. Il fit une tournée de conférences dans plusieurs villes (Philadelphie, New York, New Haven et New Hartford) pour susciter de l'intérêt à son projet. Entre-temps, le Genius emménagea dans la capitale nationale, où il ne voyait pas la nécessité d'un deuxième journal abolitionniste, tout en étant maintenant convaincu que rien ne pouvait être fait dans le Sud si le Nord non-esclavagiste prêtait son influence au maintien de l'esclavage. Et il choisit de s'installer à Boston, près de Bunker Hill, « lieu de naissance de la liberté ».

### LeLiberator(1831) et la vie sous les menaces
Le 1er janvier 1831, Garrison lance avec Isaac Knapp (en) le journal hebdomadaire le Liberator dont la devise était: « Notre patrie est le monde, nos compatriotes sont tous les hommes, » avec la ferme résolution de le publier jusqu'à ce que l'esclavage soit aboli. Il adresse « Au Public »:
« Je ne vais pas m'aligner comme le partisan politique d'un homme. En défendant la grande cause des droits humains, je souhaite obtenir l'assistance de toutes les confessions et de tous les partis. (...) Je suis conscient que plusieurs s'opposent à la sévérité de mon langage, mais n'y a-t-il pas lieu d'être sévère? Je serai aussi dur que la vérité, et aussi intransigeant que la justice. Sur ce sujet, je ne veux pas penser, ou parler, ou écrire avec modération. Non!... Je ne vais pas user de faux-fuyant, je ne vais pas donner des excuses. Je ne vais pas reculer d’un seul pouce, ET JE SERAI ENTENDU. Il y a assez d'indifférence dans le peuple pour déboulonner toutes les statues de leur piédestal, et hâter la résurrection des morts ».

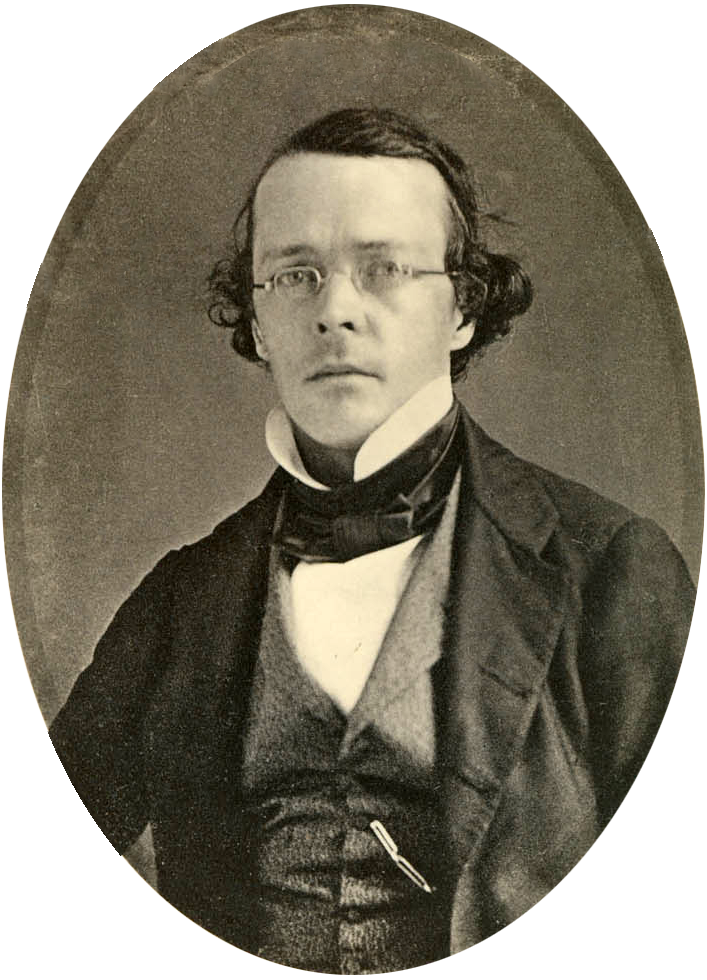
Isaac Knapp (1804-1843)

Dépourvu de capital, Garrison et son partenaire d'imprimerie et d'édition, Isaac Knapp (en), effectuaient des travaux de nature mécanique le jour pour le Christian Examiner, ce qui leur fournissait l'accès au matériel typographique la nuit; leur propre travail d'édition se faisaient le soir. Ils vendirent quelques abonnements, ce qui les encouragea. Mais presque sans ressources ils firent de leur bureau leur domicile pendant deux ans.
Garrison recevait régulièrement des lettres de menace d'assassinat s'il n’arrêtait pas son journal. Un groupe de magistrats du Sud qui demanda au maire de Boston de faire fermer le journal se fit répondre que c'était « un trou noir », dont les sympathisants étaient des « personnes sans importance »; et en décembre 1831, la législature de Géorgie offrit une récompense de 5 000 $ à toute personne qui chercherait à obtenir la condamnation légale de l’éditeur ou du propriétaire du journal.
La résistance à l'abolitionnisme se manifestait dans un esprit de voyoucratie, et pendant plusieurs années la tenue d’une réunion anti-esclavage pouvait susciter presque n’importe où des manifestations violentes qui mettaient la propriété et la vie des personnes en danger. En octobre 1835, Garrison fut pris à partie par une foule en colère alors qu'il participait à une réunion de la Société Anti-Esclavage des Femmes de Boston (Boston Female Anti-Slavery Society (en)); d'abord réfugié dans une arrière-boutique, on se saisit violemment de lui, et le fit descendre par une fenêtre avec une corde, dans le but apparent de le lyncher; deux gaillards qui se trouvaient là par hasard se sont interposés entre lui et la foule pour l'aider à s'éloigner et, partiellement dénudé, il aboutit à l'hôtel de ville, où comme seul moyen de lui sauver la vie le maire donna l'ordre de le mettre en prison. Au même moment, le conférencier britannique Thompson se voyait contraint d'embarquer secrètement sur un bateau pour retourner en Angleterre.

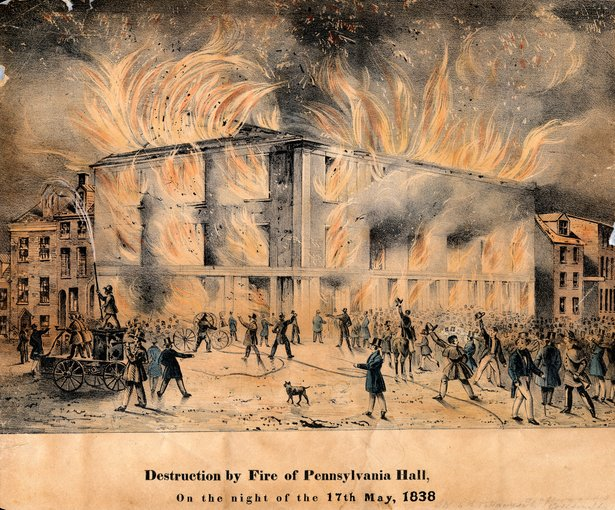
Destruction par le feu du Pennsylvania Hall de Philadelphie lors d'une émeute le 17 mai 1838.
(Image courtoisie de The Library Company of Philadelphia (Voir)

Le 17 mai 1838, une foule ameutée par la rumeur d'un mariage interracial de Angelina Emily Grimké est intervenue dans une assemblée publique mixte d'anti-esclavagistes en mettant le feu au Pennsylvania Hall de Philadelphie (en), qui avait été inauguré quelques jours auparavant et consacré à l'abolitionnisme. Les efforts du maire de la ville pour empêcher cette destruction ont été vains, alors que les pompiers et les policiers sont restés indifférents. Les illustrations d'époque représentants cette émeute ont circulé et choqué l'opinion publique américaine; et les autorités ont ensuite considéré plus sérieusement toute rumeur d'assaut dans des réunions anti-esclavagistes,.

### Création et activités deSociétés Anti-Esclavage(1832 et ensuite)
Au tournant des années 1830, Garrison commença à exprimer son opposition à la Société de Colonisation Américaine, - Créé en 1811, cette Société organisait depuis 1815 une émigration de descendants africains sur la côte ouest de l'Afrique (Sierra Leone, etc.), où elle exerçait l'autorité, et ce avec l'appui financier du Congrès américain depuis 1819 ; en 1824 et 1829 elle avait adopté un plan pour la formation d'un gouvernement du Liberia qui accordait essentiellement le pouvoir à la Société de Colonisation et aux colons. En fait, la plupart de ses membres n’encourageaient pas la manumission des esclaves mais voulaient seulement en diminuer le nombre dans le pays. En 1832, Garrison démontre dans le livre Thoughts on African Colonization, en s'appuyant sur de « nombreuses citations de documents officiels, » que cette société était en fait « organisée dans l'intérêt de l'esclavage ».
Le 1er janvier 1832, Garrison et onze de ses collaborateurs créent la Société Anti-Esclavage de la Nouvelle-Angleterre (New England Anti-Slavery Society (en)) sur le principe de l’émancipation immédiate. Il est désigné pour se rendre en Angleterre en 1833 dans le but d'y contrecarrer l'influence de la Société de Colonisation Américaine. Il obtient une déclaration sur le caractère « illusoire » du projet de la part des abolitionnistes britanniques (William Wilberforce, etc.), et engage George Thompson à se rendre aux États-Unis pour y donner des conférences. En critiquant cette Société de Colonisation, Garrison et ses collaborateurs se sont attiré l'hostilité de beaucoup de personnes, y compris parmi ceux qui étaient, par ailleurs, enclin à partager leurs idées. En 1833, la Massachusetts General Colored Association (en) de Thomas Dalton (en) a rejoint la Société Anti-Esclavage de la Nouvelle-Angleterre, qui a pris par la suite le nom de Société Anti-Esclavage du Massachusetts (Massachusetts Anti-Slavery Society (en)).
En décembre 1833, Garrison et ses associés fondent la Société Anti-Esclavage Américaine ("American Anti-Slavery Society") à Philadelphie La convention inaugurale, réunissant 63 délégués (dont 21 quakers) provenant de dix États, le chargea de rédiger la déclaration de foi; celle-ci réclamait « l'émancipation immédiate, sans expatriation, » et désapprouvait la démarche de la Société de Colonisation Américaine. Cette organisation devint un pilier de la campagne anti-esclavage pendant plusieurs années. Son fonctionnement était souple. Le comité exécutif était dominé par des philanthropes chrétiens comme Arthur Tappan et l'ancien propriétaire d'esclaves James G. Birney, qui voulaient « une coordination centralisée, » mais l'organisation comprenait aussi des membres qui avaient une « plus grande appréciation des racines populaires du mouvement, » comme Elizur Wright (en)) et Henry B. Stanton, qui considéraient néanmoins que le bureau national pouvait exercer un contrepoids aux tendances plus radicales représentées par Garrison et ses proches collaborateurs, à Boston, dans l'Ohio, le New Hampshire et ailleurs. Garrison n'avait pas de fonction administrative; il était un « agent sur le terrain ». Des différends survenaient régulièrement sur différents sujets, mais l'autorité de Garrison comme réformateur s'est généralement consolidée durant plusieurs années.
En 1837-1838, la Société Anti-Esclavage Américaine comptaient 38 agents sur le terrain, et plus de 350 organisations affiliées ; 600 000 pamphlets avaient été mis en circulation, et près d'un million de signatures avaient été présentées au Congrès, y compris contre l'esclavage dans la capitale. L'ensemble des sociétés abolitionnistes comptaient 200 000 membres en 1840.

### Défis de l'abolition «non violente»; principe de non-coopération
Le document fondateur de Garrison à la Société Anti-Esclavage Américaine reconnaissait le fait que le Congrès n'avait aucun pouvoir légal, au niveau du gouvernement fédéral, pour interférer avec l'esclavage dans les États souverains, bien qu'il pût l'abolir dans la capitale et l'interdire dans les territoires ; mais sa mention en italique, dans la convention nationale actuelle, suggère que Garrison était prêt à défier le consensus pour que la loi fondamentale du pays soit changée. Cependant, « lui et ses collaborateurs n'ont jamais demandé au Congrès d'exercer un pouvoir inconstitutionnel ». Garrison ne comptait que sur des moyens spirituels. « Son idée était de réunir l'influence morale du Nord et la verser par tous les canaux ouverts dans le Sud ». « C'était un homme de paix qui ne haïssait pas moins la guerre que l'esclavage, et il mettait ses compatriotes en garde que s'ils refusaient d'abolir l'esclavage par la force morale une guerre s'ensuivrait tôt ou tard ». - (La liberté et l'esclavage ne peuvent pas coexister ensemble, disait-il)
Pour Garrison, la persuasion morale des individus est infiniment préférable à l'usage de la contrainte, qui s'exerce notamment par des lois, comme ce fut le cas avec « l'émancipation de 800 000  [esclaves] dans les colonies antillaises Britanniques, [qui] a été effectuée par le pouvoir du pays-mère en opposition aux sentiments et aux volontés des planteurs des Caraïbes ». Par ailleurs, la liberté de parole et de la presse, et la possibilité de manifester sont essentielles pour exercer une influence morale, ce qui était possible pour les Britanniques dans le pays-mère, mais pas parmi les planteurs des Caraïbes jadis, et ne l'est pas plus (en 1840) dans les États esclavagiste de l'Amérique. Pour faire disparaitre le mal américain il envisage donc, comme étant réaliste « politiquement », que l'idéal religieux des individus se manifeste par un mouvement non résistant de non-coopération - comme il l'explique dans une lettre sur « la perspective d'un renversement rapide et pacifique de l'esclavage aux États-Unis, » adressée à Joseph Pease (India reformer) (en)) (de la Société des Indes Britanniques; voir British Indian Association (en))

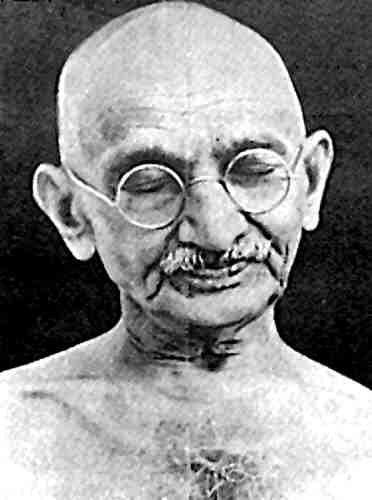
Le principe de la non-coopération exprimé par William Lloyd Garrison en 1840 n'a réellement été mis en œuvre qu'en 1921-1922 par Gandhi en Inde (photo de septembre 1944)

le 3 août 1840 :
« Le Christianisme autorise seulement l'usage de moyens religieux et moraux pour faire disparaître un péché, ou renverser un système inéquitable – il interdit de faire du mal en vue du bien, peu importe que le bien à accomplir soit grand, ou que le mal pour y arriver soit petit ».
« Il n'y a pas de cas connu d'oppresseurs et d'esclavagistes dans l'histoire, sauf dans des cas individuels, amenés par la simple persuasion morale à abandonner leur pouvoir despotique, et laisser les opprimés libres; dans tous les cas, depuis le temps des pharaons et des leurs noyés dans la mer Rouge jusqu'à aujourd'hui, ils ont persisté dans leur voie mauvaise jusqu'à ce que la destruction soudaine leur arrive, ou qu'ils soient contraints de rendre leur pouvoir mauvais d'une autre manière. (« en tant que groupe, [la] conversion, du côté de l'humanité souffrante, [des esclavagistes de la race noire] est aussi désespérée que de transformer des hyènes en agneaux ».)
« Il n’y a qu’une incapacité totale à rivaliser avec le travail des hommes libres... en lien avec un sentiment public rectifié qui les fera voir partout comme les ennemis les plus mortels de la race humaine, qui persuadera les [propriétaires d’esclave] d'affranchir leurs esclaves; C’est seulement par la culture du coton, et l’achat de cet article par les manufactures britanniques (où était vendu environ 75 % du coton produit dans le Sud des États-Unis) que l’esclavage américain nargue les opinions du monde civilisé et fait échouer les efforts des abolitionnistes pour sa chute rapide en Angleterre et en Amérique. Si l’Angleterre s’approvisionnait du coton libre d’une autre partie du monde, il est certain qu’en moins de sept ans l’esclavage américain serait aboli pacifiquement, par pure nécessité, ainsi que par le changement moral qui aura été opéré dans les États libres d’Amérique à ce moment-là ».

### Trois positions clés du mouvement abolitionniste «garrisonien»
La lutte abolitionniste de Garrison était basée sur le principe de « non-résistance » chrétienne, pour une réforme d'abord et avant tout morale de la société, et qui impliquait la participation des femmes en vertu de droits égaux à ceux des hommes. C'est pourquoi les aspects importants de son combat ont été, 1) faire connaitre la doctrine de non-résistance chrétienne, 2) inculquer l'esprit de réforme sans exclure personne, et donc sans compter sur la politique de parti, et 3) faire admettre les droits de conscience, de parole et d'action des femmes éclairées. - ces deux derniers points correspondant à des déchirures vécues au sein de la Société Anti-Esclavage Américaine - dont Garrison a été président de 1843 à 1865. La position des "abolitionnistes garrisoniens" dans ces trois débats a connu un point tournant en 1839-1840, et a été résumée par Lydia Maria Child dans un texte du Liberator qui n'est « pas de peu de valeur, » dit l'éditeur Garrison.

### La Non-résistance chrétienne

#### La Non-résistanceimpliquel'abolition de l'esclavage
« La vision de Garrison d'une société transfigurée a reçu son expression la plus complète avec la création de la Société de Non-Résistance de la Nouvelle-Angleterre (New England Non-Resistance Society (en))» « le 20 septembre 1838, une date disait-il qui rivaliserait un jour avec le 4 juillet en tant que proclamation d'une nouvelle ère pour l'humanité ». Ce jour-là, une Convention de Paix tenue à Boston a adopté une Déclaration de Sentiment, dont les termes avaient été discutés dans les mois précédents par Garrison et neuf de ses collaborateurs, dont Samuel Joseph May (en), Edmund Quincy (en), Maria Weston Chapman, Henry Clarke Wright (en), et des membres de la Société des Amis, et qui faisait suite à une annonce de Garrison dans le Liberator en décembre 1837 :
« Jusqu’à maintenant nous avons limité l'application [de la devise « Émancipation Universelle »] à ceux qui sont tenus [en esclavage] dans ce pays. Désormais nous l’utiliserons dans toute son étendue : l’émancipation de toute notre race du lien du péché, du gouvernement de la force brute, de la servitude du moi, de la domination humaine, pour les amener sous l’autorité de Dieu, le pouvoir d’un esprit intérieur, le gouvernement de la loi d’amour, et dans la liberté et l’obéissance de Christ, qui est le même hier, aujourd’hui, et à jamais ».

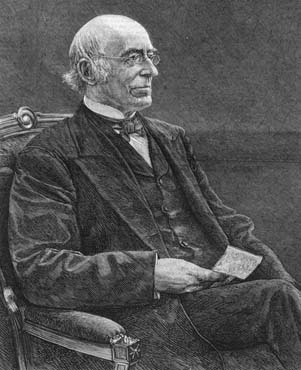
William Lloyd Garrison, - gravure d'un journal de 1879

En vertu de cette Déclaration, « les membres de la Société de Non-Résistance feront la promotion du royaume paisible et renonceront à la force; ils s'abstiendront de l'armée, ne serviront pas dans des postes qui exécutent des lois pénales, ne voteront pas pour des représentants dont l'autorité découle de la force physique; ils endureront la souffrance pour l'amour du Christ et témoigneront contre le péché « jusqu'à ce que la droiture et la justice règnent sur la terre » ; ils obéiront à toutes les exigences du gouvernement, sauf celles qu'ils jugent contraires aux commandements de l'Évangile ; ils ne résisteront en aucun cas à l'opération de la loi, mais se soumettront au châtiment qu'ils encourent s'ils désobéissent » - «... Nous ne prêchons pas une doctrine révolutionnaire. L’esprit de la doctrine révolutionnaire est un esprit de vengeance, de violence et de meurtre, sans crainte de Dieu, ni respect pour l'être humain... la véritable force de l’homme est dans la bonté, la patience et la charité; seuls les pacifiques hériteront la terre..... » etc.
Les esclaves ne pouvaient évidemment pas, légalement, résister à leurs oppresseurs. Et de manière générale, « si les gens... font de leur liberté une occasion d’anarchie... ils seront châtiés par les gouvernements suivant leur propre choix... » dit Garrison. La Société de non-Résistance expliqua clairement le sens de sa proposition en septembre 1839 : « l’abolition de l’esclavage est impliquée dans les doctrines de Non-Résistance, comme l’unité est comprise dans l’agrégat; parce que si un propriétaire d’esclave devenait non-résistant, il ne pourrait plus jamais frapper un esclave, ni le forcer à travailler; ni le réclamer [quand il est parti]; en un mot il ne pourrait plus jamais recourir à la loi de violence d’où provient la relation du maître à l’esclave, et par laquelle elle est continuellement entretenue »
« Les abolitionnistes cherchaient à prouver que l’esclavage était illégitime, désavantageux et cruel, qu’il pervertissait les hommes, etc. Et les défenseurs de l’esclavage démontraient l’inopportunité et le danger de l’émancipation... Ni l’un ni l’autre ne pouvait convaincre son adversaire. [Mais] Garrison comprenait que l’esclavage n’était qu’un cas particulier de la coercition universelle, et il a mis en avant un principe général avec lequel il était impossible de ne pas être d’accord... [Ainsi] pour combattre l’esclavage, il a mis de l’avant le principe de la lutte contre tout le mal du monde, » « l’éternelle loi chrétienne de s’abstenir de s’opposer au méchant par la violence, c’est-à-dire la non-résistance ».

#### Dépasser l'incohérence de laSociété de Paix Américaine
« Le sujet de la paix perpétuelle était [très] peu d’actualité, » De nombreuses Sociétés pour la promotion de la paix avaient vu le jour après les guerres napoléoniennes et la guerre anglo-américaine, sous l'impulsion de
David Low Dodge (en), Noah Worcester, etc.; elles avaient fusionnés en 1828 dans la Société de Paix Américaine avec William Ladd, en adoptant, sous l’influence de Garrison et Henry Clarke Wright (en), le principe que « toute guerre, (défensive tout autant qu'offensive) est contraire à l’esprit de l’Évangile ». Mais Garrison et ses collègues en vinrent à juger sévèrement l'incohérence manifestée par cette Société, qui mettait uniquement l'emphase sur le problème des guerres entre nations. (De plus, selon Garrison, « [elle] manque de principe et est fondé sur du sable en comptant parmi ses membres des personnes qui ne sont pas converties, des caporaux, majors, colonels, généraux et commandants en chef d’armée »). L'argument des pacifistes contre les guerres offensives et défensives est donc repris et appliqué aux individus dans le quatrième paragraphe de la Déclaration. À la demande de Quincy à cet effet, Garrison choisit pour la nouvelle association « un nom qui serait en lui-même une profession de foi, » Non-Resistance, « qui s’applique aussi bien aux rapports individuels que nationaux », - le « mot Paix... n’évoquant pas tout ce que les Évangiles renferment vraiment dans ce terme ». - Bien que Ladd ait voté contre l'adoption de la Déclaration, parce qu'il l'a jugeait trop « ultra, » il a exprimé publiquement son appui à ses signataires.

#### Les efforts pour expliquer la non-résistance
La Déclaration s'inspirait du Sermon sur la montagne : « Vous avez entendu qu'il a été dit, œil pour œil, dent pour dent; mais moi je vous dit de ne pas résister à celui est méchant ; si quelqu'un te frappe sur la joue droite présente lui la joue gauche » (V, 38-39). Cependant, certaines personnes accusaient Garrison de manquer d’orthodoxie religieuse, et considéraient qu'il traitait trop sévèrement les Églises pour leur complicité avec l’esclavage. « Il était certainement hétérodoxe selon les standards de son époque, mais il était de nature intensément religieuse, » Il dut s'en expliquer, ce qu'il fit notamment comme suit : « la tentative [du révérend Edward Beecher (en)] d’associer les non-résistants aux déistes [incluant les « perfectionnistes », tels que John Humphrey Noyes] et aux athées n’est pas seulement absurde, malheureuse et blâmable, mais c’est une atteinte flagrante au caractère de Christ, « qui a souffert pour nous en nous laissant un exemple afin que nous suivions ses pas ». La non-résistance est fondée sur l’enseignement, les doctrines, les exemples et l’esprit du Christ ; il est son modèle, son thème, son espoir, sa joie, son avocat et son protecteur, son auteur et son finisseur... »

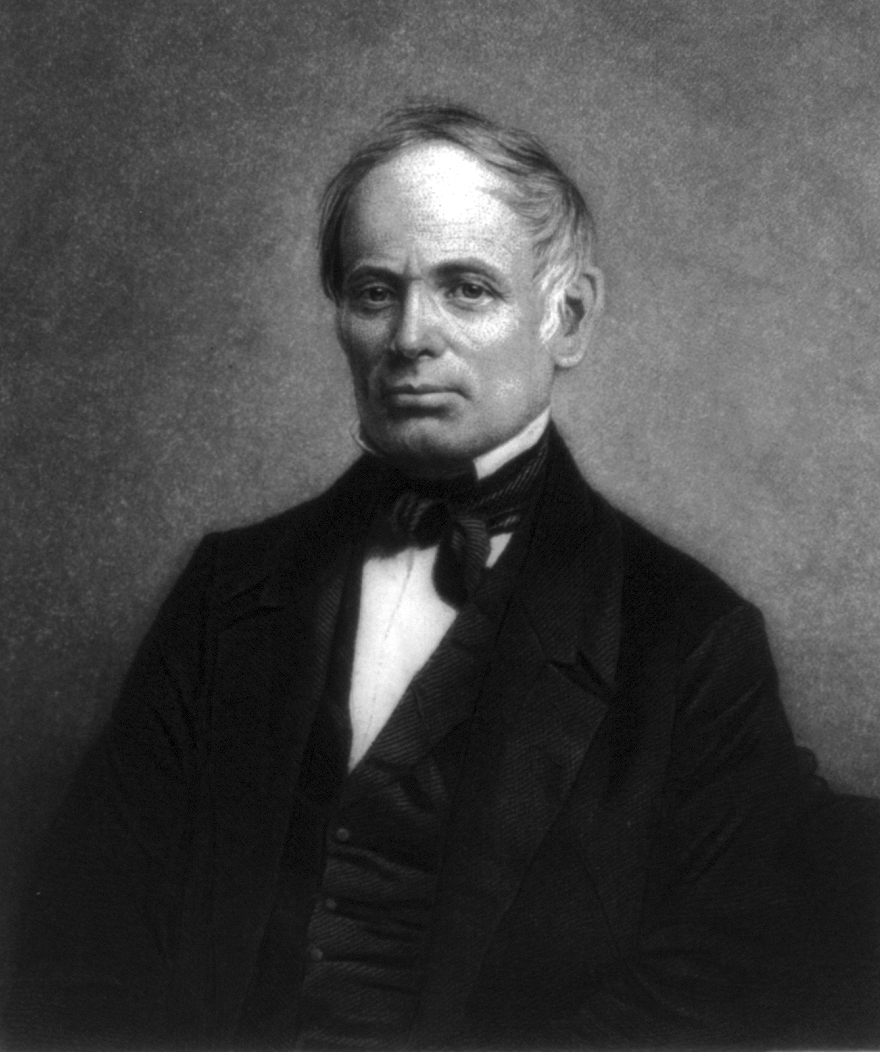
Adin Ballou (1803-1890)

Beaucoup d’abolitionnistes, collaborateurs et lecteurs ne comprenaient pas le lien entre la non-résistance et l’abolition de l’esclavage. Le journal bimensuelle le Non-Resistant fut donc créé, à la suggestion de Anne Weston du comité exécutif de la Société, qui avait fait valoir qu’« on ne peut pas examiner le sujet de la non-résistance à fond alors que le Liberator est son seul organe » Les principaux auteurs en furent Edmund Quincy (1808–1877) (en) et Henry G. Chapman (qui décéda en 1842), assistés de Henry Clarke Wright (en) - qui traita de l'incompatibilité entre la guerre et l'enseignement du Christ - et Charles K. Whipple [1808-?] - qui publia des livres sur le lien entre la religion et l'abolitionnisme, le rôle de la non-résistance dans l'émancipation des esclaves,
ainsi qu'un pamphlet sur « les maux de la guerre révolutionnaire » (1839),.
Adin Ballou donna au sujet de la non-résistance plusieurs de ses développements les plus achevés, avec le livre Standard of Practical Christianity (1839) qui était modelé sur la Déclaration de Sentiment, divers pamphlets et, après qu'il a été membre et président de la Société de non-résistance, Christian Non-Resistance (1846). Étant lui-même éditeur, son journal le Practical Christian (qui publia un Catéchisme non-résistant en 1844) fusionna avec le Non-Resistant en 1848 pour produire le Practical and Non-Resistant Christian. Ces journaux ont seulement duré quelques années, parce que les entreprises nombreuses « dépassaient constamment les moyens, » mais « l'intérêt dans la réorganisation sociale et la communication amicale ne déclinait pas avec les mois qui passaient, » dit ce dernier éditeur. En fait d'énergie déployée pour faire la pédagogie populaire de la non-résistance il faut aussi compter d'innombrables conférences et lettres personnelles. C'est donc le Liberator qui est resté le principal outil de communication des idées de Garrison.

### La Réforme morale, et non le pouvoir politique
Pour Garrison, « la réforme anti-esclavage est une entreprise religieuse... et les mesures pour l’accomplir doivent être d’un caractère cohérent, strictement morales »,; sa « lutte contre l’esclavage était un combat contre le péché » qui faisait en sorte que « seule une purification du corps politique mènerait à l’abolition [immédiate] de l’esclavage » Il disait:
« tous les gouvernements du monde sont établis sur la violence, et doivent donc être supplantés puisqu’ils sont opposés à l’esprit de l’Évangile ».
En vue de la publication dans le Liberator, la Société de Non-Résistance a adopté un amendement à la Déclaration (24 sept.) pour rassurer ceux qui hésitaient à l'appuyer, comme Edmund Quincy (en), en invoquant qu'il y a « des choses provenant des gouvernements, ou sanctionnées par eux qui sont innocentes et peuvent être utilisées comme telles » : « Ce document n’envisage et ne renie rien d’autre que l’esprit de la violence, en pensée, en parole, et en acte. Il ne fait donc pas allusion à tout ce qui peut être fait sans provoquer cet esprit, et qui est en accord avec l’esprit de bienveillance désintéressée...» Néanmoins, un des plus anciens associés de Garrison, Arthur Tappan, qui s'était déclaré pour l’abolition non violente de l’esclavage, « retourna sa copie [du premier numéro du Non-Resistant] parce qu’il « refusait de contribuer à propager des sentiments anti-gouvernements » Et en fait, seulement « un petit nombre de personnes s’en tenaient avec Garrison à la doctrine biblique [exprimée par la Déclaration], et non toute la confession des Quakers, comme on aurait pu s’y attendre, ni une large partie des abolitionnistes... ils hésitaient à suivre les conséquences de la doctrine... à devenir des hommes "point de gouvernement, " comme on appelait les non-résistants ». - ce qui amena Anne (Warren) Weston à dire à Garrison « nous devons éviter de donner à ces pasteurs qui sont traîtres à la cause de l’esclave, l’opportunité [de nous] affaiblir, et de s’attirer l’attention du public en alléguant que nous soutenons l’abolition du gouvernement plutôt que celui de l’esclavage...»
Garrison qualifiait l’épithète « point de gouvernement » de « diffamatoire » (« Nous tenons religieusement au gouvernement – des Cieux, pas des hommes ») et il donna la preuve suivante : « Entreprendre d'influencer le Congrès est requis par la Constitution Anti-Esclavage; mais le Congrès peut être influencé indépendamment de l'action aux scrutins; Donc une telle action n'est pas requise par la Constitution »; « ce qu’on appelle bêtement la théorie du "point de gouvernement": cela signifie seulement le règne de Christ sur toute la terre ». (Henry Thoreau dit la même chose en 1849.) Garrison répéta essentiellement le même discours juste avant la guerre : « Dieu nous interdit d’être les complices.... de voleurs d’hommes et de fouetteurs de femmes ! (...) Qu’est-ce que Dieu demande du Sud... sinon un seul acte de justice, sans violence ni commotion, sans risque ni danger : "Détache les chaînes de la méchanceté, dénoue les liens de la servitude, renvoie libres les opprimés, et que l'on rompe toute espèce de joug" ! (une citation d'Ésaïe, LVIII, 6). C’est la solution de toutes les difficultés dans le cas actuel. Que le Sud soit sage et porte attention à la parole du Seigneur avant qu’il soit trop tard ! ».

#### Des abolitionnistes choisissent la quête du pouvoir
Le mouvement de Garrison allait être affaibli par la politique partisane. James Birney, qui avait publiquement embrassé la doctrine de Non-Résistance, disait que c'était un devoir de voter aux élections, et pour un candidat abolitionniste; et que ceux qui ne votaient pas - incluant les femmes - ne devaient pas rester dans les rangs des abolitionnistes. Mais pour Garrison et ses collaborateurs, « [la question n’était] pas que le devoir de tout abolitionniste est de voter, mais que le devoir de tous ceux qui votent est d’être abolitionniste »; et voter avait un caractère auxiliaire et subordonné, et devait être laissé « au choix de chaque abolitionniste selon sa conscience » Comme les chefs des deux partis existants (Whig et Démocrate) n’étaient pas abolitionnistes, Birney et plusieurs membres de la Société Anti-Esclavage Américaine ont formé un nouveau parti, le « Parti de la Liberté » (Liberty Party), qui croyait que « l’esclavage disparaîtrait graduellement une fois qu’il serait mis en quarantaine par le Congrès », et qui, « de sa formation en 1840 à sa dissolution en 1848, ne luttait pas tant contre l’esclavage que contre tout contact [du gouvernement] fédéral avec l’institution de l’esclavage ». Or ce parti, « prêt à des compromis dans sa quête d’influence politique », « minimisait [ouvertement] l’élan moral inspirant l’abolitionnisme »; et le parti qui lui succéda, le « Parti du sol Libre » (Free Soil Party). adopta essentiellement la même attitude.
Garrison et ses collaborateurs ont alors perdu l'assistance non seulement de Birney, mais de l'ex-esclave Frederick Douglass, un de leurs protégés, qui avait imprimé sa biographie sur les presses du Liberator et fait campagne avec l'éditeur dans "l'ouest" et à Philadelphie à l'automne 1847. Après s'être déclaré « désormais convaincu » que la Constitution ne soutenait pas l'esclavage, et allié avec Gerrit Smith, Douglass est devenu un des plus farouches adversaires de Garrison, qui en était furieux; Harriet Beecher Stowe a tenté d'apaiser leur acrimonie mutuelle, en conseillant au premier de ne pas nuire à ses anciens amis, et au second de faire preuve de patience.

### Droit des femmes dans le mouvement de Garrison
Durant la Convention Anti-Esclavage de la Nouvelle-Angleterre, en mai 1838, le droit des femmes de participer et de s’exprimer aux réunions avait fait l’objet de débats, certains abolitionnistes y voyant une volonté de « greffer des pratiques de Quakers », quelque chose de « déshonorant » pour une femme, voire pour les esclaves à affranchir, et une question qui n’avait « aucun rapport » à l’objectif. À cette occasion, Garrison avait invoqué le respect dû à leur conscience, soutenu qu’il ne fallait pas opposer un « bâillon » à leur « sens du devoir », et demandé : « n’est-il pas tout aussi approprié de discuter des moyens que du but de notre organisation ? » Dès 1826 il s’était étonné de constater que « pas plus d’effort n’avaient été fait pour rallier le support actif et la coopération des femmes »; et il écrivait dans le Liberator en 1831: « Elles doivent se respecter elles-mêmes pour obtenir la reconnaissance paisible de leurs droits, parce que leur bon exemple doit briser bien des chaînes : leur tempérance, leur travail, leur caractère paisible et leur piété démontreraient l’absence de dangers de l’émancipation. Elles devraient mettre leurs enfants dans les écoles et s’instruire autant que possible. Elles devraient former des associations pour l’avancement moral...
aucune cause ne peut progresser sans la puissante assistance de l’influence des femmes ».
La Convention de Paix de septembre 1838 avait adopté le principe de l'égalité des sexes ;
« Il n'y a ni homme ni femme en Jésus-Christ, mais tous sont un; tous peuvent s'unir également, sans distinction de sexe, dans la poursuite d'une œuvre de justice; il n'est jamais indélicat ou inapproprié pour tout être humain, que ce soit en public ou en privée, de réprimander l'iniquité et de plaider la cause de l'humanité souffrante » ;
À cause de cela plusieurs personnes, en majorité des calvinistes, avaient quitté la Convention. Le désaccord des abolitionnistes sur la question du droit des femmes culmina en mai 1840, avec le schisme de leur principale organisation. Lorsque Abby Kelley Foster a été élu sur un comité d’affaire de la Société Anti-Esclavage Américaine, une partie de ses membres (dont Arthur Tappan) s’en est dissocié pour former une association indépendante, uniquement composée d'hommes, la Société Anti-Esclavage Américaine et Étrangère (American and Foreign Anti-Slavery Society (en)).
Quand Garrison s'est présenté à la Convention mondiale anti-esclavage de Liverpool en juin 1840 (Anti-Slavery Society) il apprit que ses co-déléguées en étaient exclues, et il a alors refusé d’y assister.

### Désobéir à la Loi sur les esclaves fugitifs
En application des principes chrétiens exprimés par la Règle d'or et la doctrine de non-résistance, Garrison et ses collaborateurs de la Société Anti-Esclavage de la Nouvelle-Angleterre (New England Anti-Slavery Society (en)) ont déclaré publiquement en 1851 être résolus à « fouler aux pieds » la Loi sur les Esclaves fugitifs, et ce, non dans le but de faire de leurs consciences et convictions personnelles la loi du pays, mais parce que le devoir moral a priorité sur les "obligations imaginaires de la citoyenneté".

### Pas d'union avec les esclavagistes
Alors que les esclavagistes du Sud menaçaient de se séparer de l'Union si le Nord poursuivait ses pressions pour abolir l'esclavage, Garrison s'est exprimé pour la dissolution du pays plutôt que le maintien de l'esclavage: « Pas d’Union avec les esclavagistes » (No Union with slaveholders) Le 4 juillet 1854 il reprit les termes du prophète Isaïe (xxvii, 25) pour désigner la Constitution américaine comme « une alliance avec la mort » (a convenant with death) et « un pacte avec l’enfer » (an agreement with hell) et en brûla une copie,.

### De l'affaire John Brown à la guerre

#### Le Paradoxe de l'effort de Garrison
« Alors que Garrison le visionnaire faisait de la Règle d'Or et des droits naturels le fondement d'une société [régénérée], la majorité traditionnelle – même ceux qui [supportaient] l'abolition en tant que pleine réalisation de la Déclaration d'Indépendance – poussaient cette compréhension dans le sens d'une guerre révolutionnaire. La vision radicale de Garrison empruntait moins à l'histoire américaine qu'au protestantiste non-conformisme et aux communautés autonomes du christianisme primitif. D'où le terrible paradoxe : plus il réussissait à persuader la société de prendre une action décisive, plus elle se tournait vers des modes qu'il rejetait ». Ainsi « [ils] perdaient l’un après l’autre leurs racines dans l’excitation, en renonçant complètement aux principes de non-résistance qu’ils professaient, ou en les mettant en suspens... [et] lorsque.. le cri du patriotisme s’est fait entendre dans tout le pays en appelant les hommes aux armes pour supporter l’Union... plusieurs ont abandonné la non-Résistance parce qu’ils la jugeaient « impraticable » dans les circonstances ».

### De l'abolition de l'esclavage au droit de vote des femmes
C'est grâce à la participation des femmes, promue par la Société Anti-Esclavage Américaine au cours de deux générations, qu'une pétition de 400 000 signatures a été obtenue en 1864 pour demander au Congrès d'amender la Constitution pour abolir l'esclavage. (Les historiens qui présentent l'histoire de l'abolitionnisme comme étant strictement une question électorale après 1840 ignorent son courant moral sous-jacent.) Cependant, pour Garrison et son mouvement, la question des droits des femmes était secondaire, car leur situation était bien moins grave que celle des esclaves.
Après l'abolition de l'esclavage (à la suite de l'adoption du 13e amendement à la Constitution), Garrison s'est opposé à des femmes issues des rangs abolitionnistes, Susan B. Anthony et Elizabeth Cady Stanton de la Women's Loyal National League (en), qui contestaient un projet d'amendement visant à pénaliser dans leur nombre de représentants au Congrès les États qui inventeraient des clauses légales pour exercer une discrimination raciale (contre les noirs) dans les suffrages. Anthony et Stanton soutenaient que ce 14e amendement cautionnerait l'absence de droit de vote des femmes, mais ce n'était pas le cas. Le premier de tous les objectifs de Garrison était l'abolition de l'esclavage, et il concevait que la reconnaissance du statut de citoyens pour les esclaves nouvellement libérés s'accompagnerait de mesures les concernant spécifiquement pour protéger leurs droits civils, si longtemps tant lésés. Par ailleurs, comme toute réforme sociale, le droit de vote des femmes exigeait selon lui une préparation préalable de l'opinion publique, ce qui n'avait pas encore été fait.
Après l'adoption du 15e amendement qui interdisait de priver de droit de vote à cause de la race, la couleur ou la condition de servitude antérieure, - et la dissolution de la Société Anti-Esclavage Américaine - Garrison a apporté son soutien à la New England Woman Suffrage Association dirigée par Lucy Stone et Abby Kelley Foster, en les aidant pendant quelques mois a démarré le Woman's Journal, avec le titre nominal d'éditeur associé, et en écrivant des articles pendant encore quelques années.

### La vie familiale après 1865, et la fin
Le dernier numéro du Liberator, publié le 31 décembre 1865, relata la ratification du XIIIe amendement à la Constitution, qui prohibe à jamais l’esclavage aux États-Unis.
Jusqu'à sa mort Garrison continua à promouvoir les droits civiques des femmes.
Il s'occupa de sa femme malade, puis fut entouré de ses enfants et petits-enfants durant ses derniers moments. Il mourut à New York le 24 mai 1874. Il légua 500 dollars à l'organisation menée par Lucy Stone pour la promotion du droit de vote des femmes.
Les fils de Garrison, Wendell Phillips et Francis Jackson, ont écrit une biographie exhaustive en quatre volumes de leur célèbre père.
Il se chargea de faire la publicité de l'école pour jeunes filles noires que Prudence Crandall parvint à faire vivre pendant 18 mois dans le Connecticut, malgré l'opposition farouche de la population locale. (cela arriva vers 1830)
Il soutint également à plusieurs reprises des projets qui visaient à améliorer l'éducation que recevaient les Afro-Américains dans le Nord du pays. Il fut ainsi aux côtés de Simeon Jocelyn (en) lorsque celui-ci essaya, sans succès, d'ouvrir un college pour les Noirs à proximité de l'Université Yale.

## Style de Garrison en tant que réformateur social
(À REVOIR, AVEC RÉFÉRENCES) Garrison réagit typiquement aux évènements en lien avec l'existence (et la perpétuation) de l'esclavage (discours de leaders religieux et politiques, nouvelles publications, lois, débats et résultats électoraux, etc.) en ramenant constamment devant l'opinion publique, à tout occasion, le choix qui s'impose: émanciper immédiatement les esclaves et leur reconnaître des droits égaux. Pour ce faire, il adapte constamment son discours: critique incisive d'adversaires, interprétation de faits passés ou en cours, citation des prophètes bibliques, et même geste théâtral (Il a brûlé des copies de la Loi sur les esclaves fugitifs et de la Constitution en prononçant un discours en 1854). Il avertit que l'émancipation immédiate est une obligation religieuse, morale et politique pour l'avenir; il soutient que c'est la solution à tous les problèmes actuels; et il explique que tous les faits y tendent. Il fait preuve de zèle et de conviction personnelle en s'opposant à des traditions (ex. le dimanche comme jour où l'on va à l'Église) et des institutions (ex. Constitution), et en critiquant de manière incisive ses adversaires nombreux qui se succèdent pendant plus de trente ans, et on le dit « fanatique ».

## Perception de Garrison chez les biographes et historiens

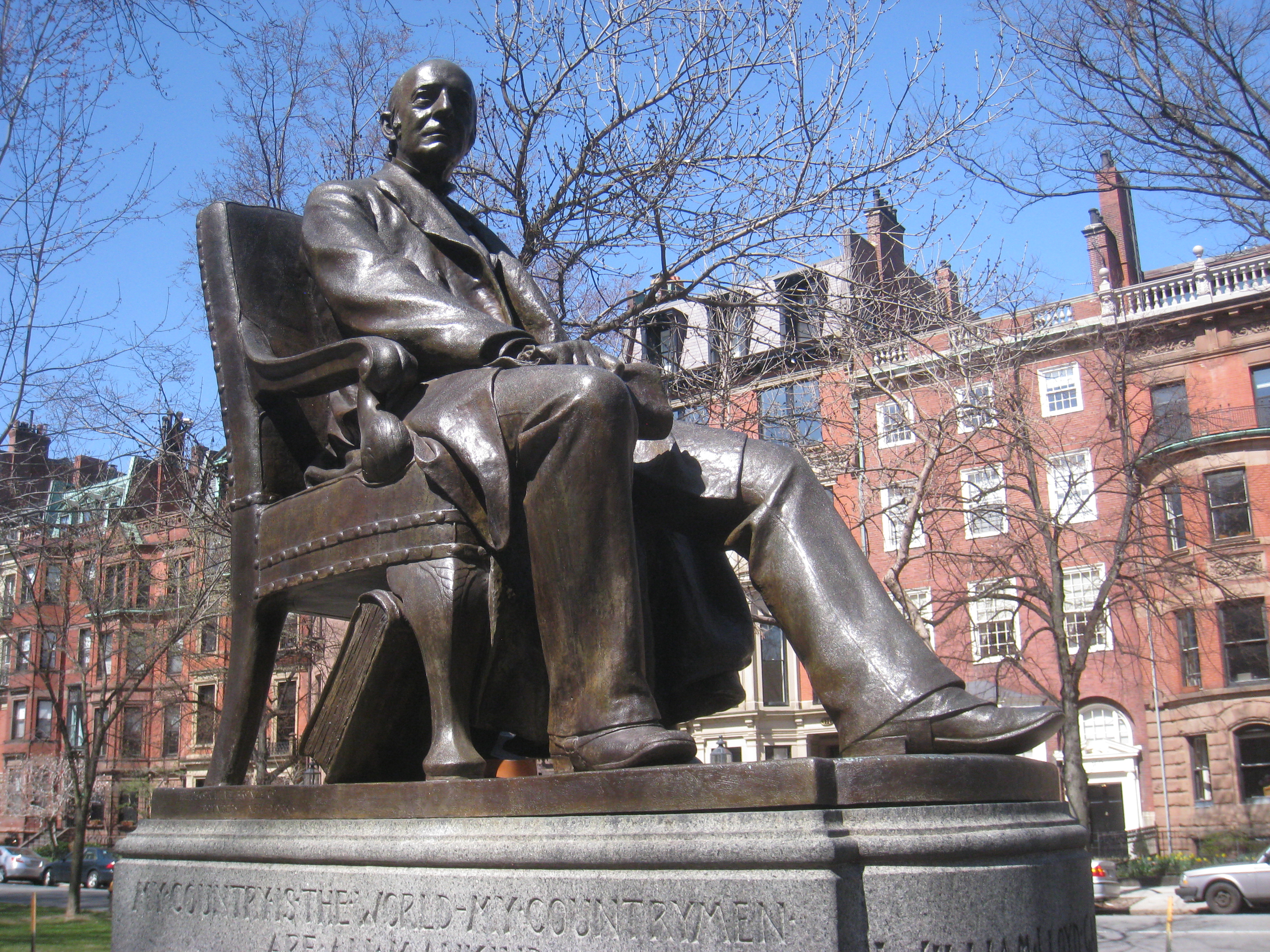
Memorial de Garrison sur Commonwealth Avenue à Boston

## Œuvres
(Liste non exhaustive)
- Adress at Park Street Church, Boston, July 4, 1829 (Premier discours anti-esclavage)
- A brief sketch of the trial of William Lloyd Garrison, for an alleged libel on Francis Todd, of Newburyport, Mass. (November 1829 to May 1830)
- The Liberator, January 1, 1831- December 29, 1865  (tous les numéros en format PDF et certains articles en format texte)
  - The Liberator Files (Condensé chronologique, biographique et thématique des 35 années du Liberator)
- Thoughts on African colonization: or an impartial exhibition of the doctrines, principles and purposes of the American colonization society. Together with the resolutions, addresses and remonstrances of the free people of color (1832)
- Nationale Anti-Slavery Convention (December 1833, Philadelphia)
- An address delivered at the Broadway Tabernacle: by request of the people of color of that city, in commemoration of the complete emancipation of 600,000 slaves on that day, in the British West Indies (New York, August 1, 1838)
- Déclaration de Sentiments (version française de: Declaration of Sentiments (Peace Convention, Boston, 18-20 septembre 1938)
- Sonnets and other poems (1843)
- William Lloyd Garrison on non-resistance : together with a personal sketch by his daughter Fanny Garrison Villard and a tribute by Leo Tolstoy
- Selections from the writings and speeches from William Lloyd Garrison (1852) (Sélection de textes et de discours)